# Apolo (nombre)
Apolo (en griego Ἀπόλλων) es un nombre propio masculino de origen griego en su variante en español. 
En la mitología griega y romana Apolo es  de los más importantes y multifacéticos dioses olímpicos. Apolo ha sido reconocido variadamente como dios de la naturaleza, la verdad y la profecía, el tiro con arco, la medicina y la curación, la música, la poesía y las artes, etc. Apolo es hijo de Zeus y Leto y hermano mellizo de la cazadora virgen Artemisa. Apolo era adorado en la antigua religión griega y en la romana, así como en el neohelenismo moderno.
Como patrón de Delfos (Apolo Pitio) era un dios oracular, la deidad profética del Oráculo de Delfos. La medicina y la curación estaban asociadas con él, ya fuera directamente o por mediación de su hijo Asclepio. También era visto como un dios que podía traer la enfermedad y la plaga mortal, además de tener el poder de curarla. Entre sus cargos custodios Apolo tenía dominio sobre los colonos y era el patrón defensor de rebaños y manadas. Como jefe de las Musas (Apolo Musageta) y director de su coro actuaba como dios patrón de la música y la poesía. Hermes creó la lira para él, y el instrumento se convirtió en un atributo común de Apolo. Los himnos cantados en su honor recibían el nombre de peanos.

## Santoral
Su santoral se celebra el 4 de agosto en honor a Apolonio de Roma

## Variantes
| Variantes en otras lenguas | Variantes en otras lenguas |
| -------------------------- | -------------------------- |
| Español                    | Apolo                      |
| Alemán                     | Apollon                    |
| Armenio                    | Ապոլլոն (Apolon)           |
| Búlgaro                    | Аполон (Apolon)            |
| Catalán                    | Apol·lo                    |
| Checo                      | Apollón                    |
| Croata                     | Apolon                     |
| Danés                      | Apollon                    |
| Eslovaco                   | Apolón                     |
| Esloveno                   | Apolon                     |
| Esperanto                  | Apolono                    |
| Estonio                    | Apollon                    |
| Finlandés                  | Apollon                    |
| Francés                    | Apollon                    |
| Galés                      | Apollo                     |
| Gallego                    | Apolo                      |
| Georgiano                  | აპოლონი (Apoloni)          |
| Griego                     | Ἀπόλλων (Apóllōn)          |
| Hebreo                     | אפולו (Apwlw)              |
| Holandés                   | Apollon                    |
| Húngaro                    | Apollón                    |
| Inglés                     | Apollo                     |
| Italiano                   | Apollo                     |
| Latín                      | Apollo                     |
| Letón                      | Apollons                   |
| Lituano                    | Apolonas                   |
| Maltés                     | Apollo                     |
| Noruego                    | Apollon                    |
| Polaco                     | Apollo                     |
| Portugués                  | Apolo                      |
| Rumano                     | Apollo                     |
| Ruso                       | Аполлон (Apollon)          |
| Serbio                     | Аполон (Apolon)            |
| Siciliano                  | Apollu                     |
| Sueco                      | Apollon                    |
| Turco                      | Apollon                    |
| Ucraniano                  | Аполлон (Apollon)          |